# Port de Roomassaare
Le port de Roomassaare (estonien : Roomassaare sadam, code EE RMS) est un port de la ville de Kuressaare en Estonie.

## Présentation
Le port de Roomassaare est situé dans le quartier Romeassaare de la ville de Kuressaare sur la péninsule de Roomassaare. Le port a été construit entre 1891 et 1894.
Il est situé à cinq kilomètres au sud de Kuressaare.
Le territoire du port s'étend sur 74 000 m2 de terre et  80 700 m2 d'eau.
Le port dispose de 6 postes à quai d'une longueur totale de 544 m. 
La plus grande profondeur à quai est de 5,5 m.
Le plus grand bateau à une longueur maximale de 120 m, une largeur maximale de 15 m, et un tirant d'eau maximum de 5 m.

## Galerie

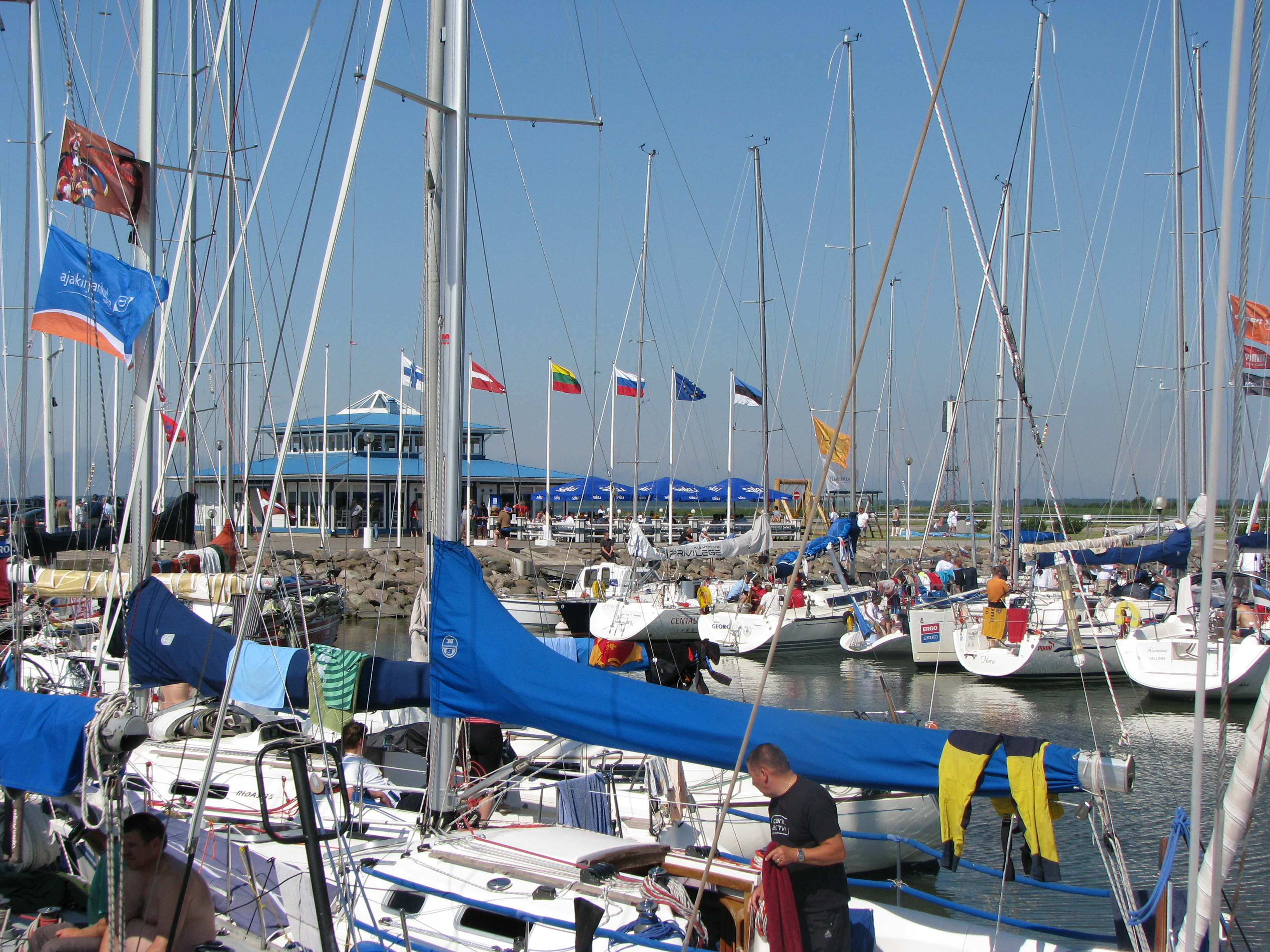
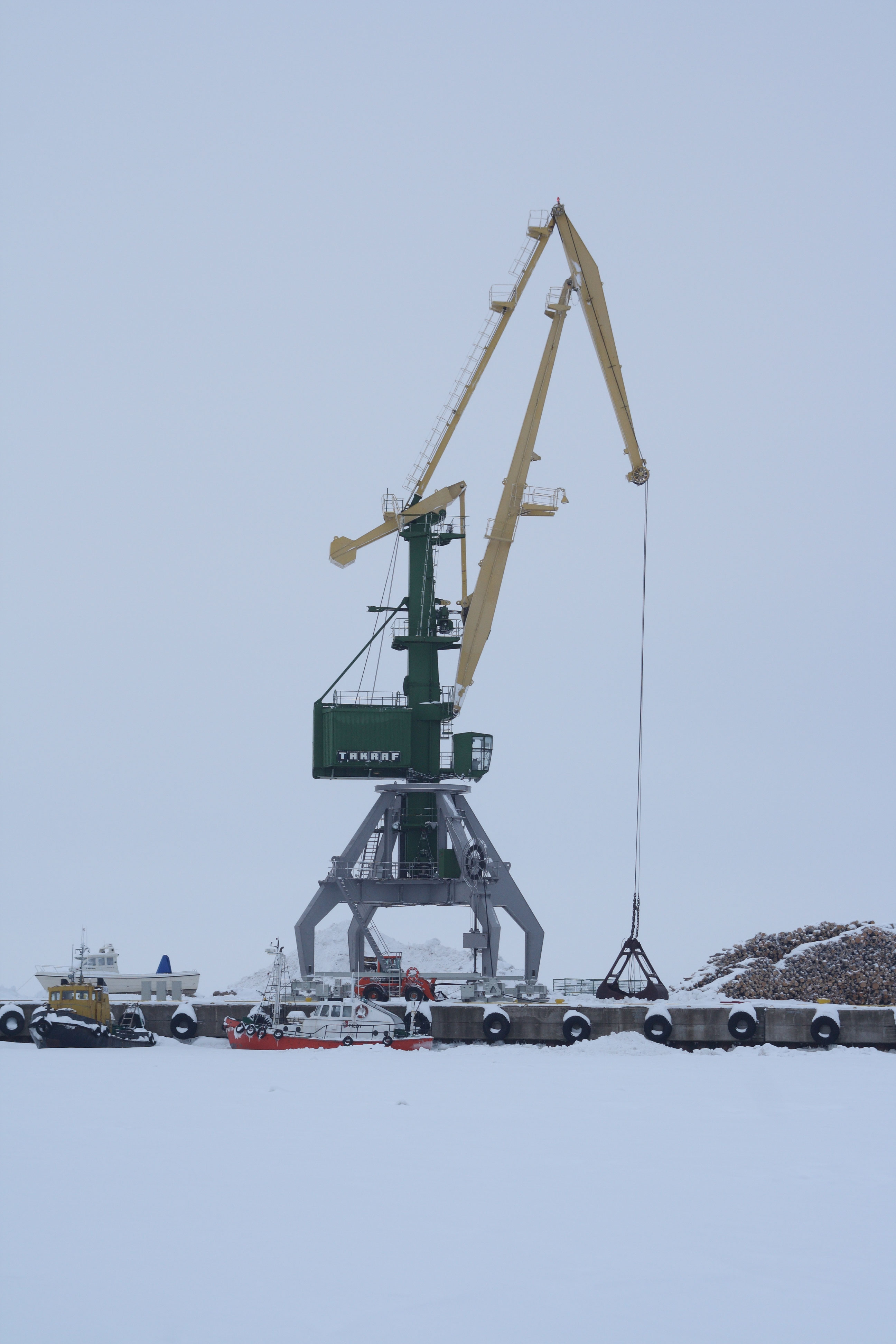
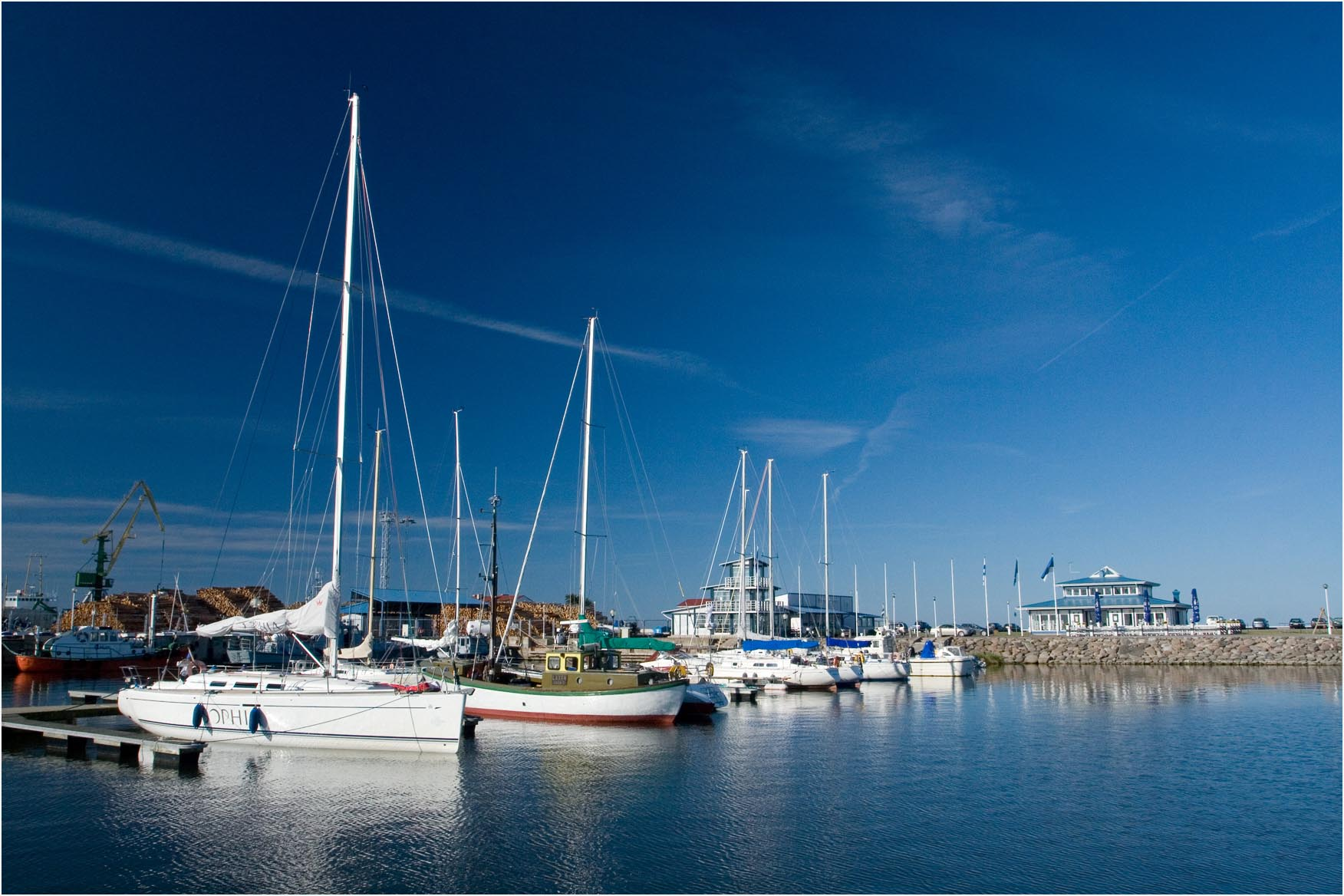